# 南喀堅贊
南喀堅贊（?—?），15世纪西藏歷史上仁蚌巴的领袖，明代帕竹政权官员，藏族，属于格尔氏族。
他的祖先历任松赞干布的内相、赤德松赞执法大臣，历二十代，父亲格尔·释迦本为扎巴坚赞下属。南喀堅贊是释迦仁钦的女婿，历任仁蚌宗宗本、曲弥万户长、萨迦大寺本钦。家族以仁蚌宗地区为基地发展起来，他的后裔被称为第巴仁蚌巴，他对仁蚌地区开发很有贡献。主持缮写《甘珠尔》经，在查嘎佳卧寺出家，任格甘寺总持。其孫诺布桑波正式建立仁蚌巴政权。